# 巴伐利亞阿爾卑斯山脈

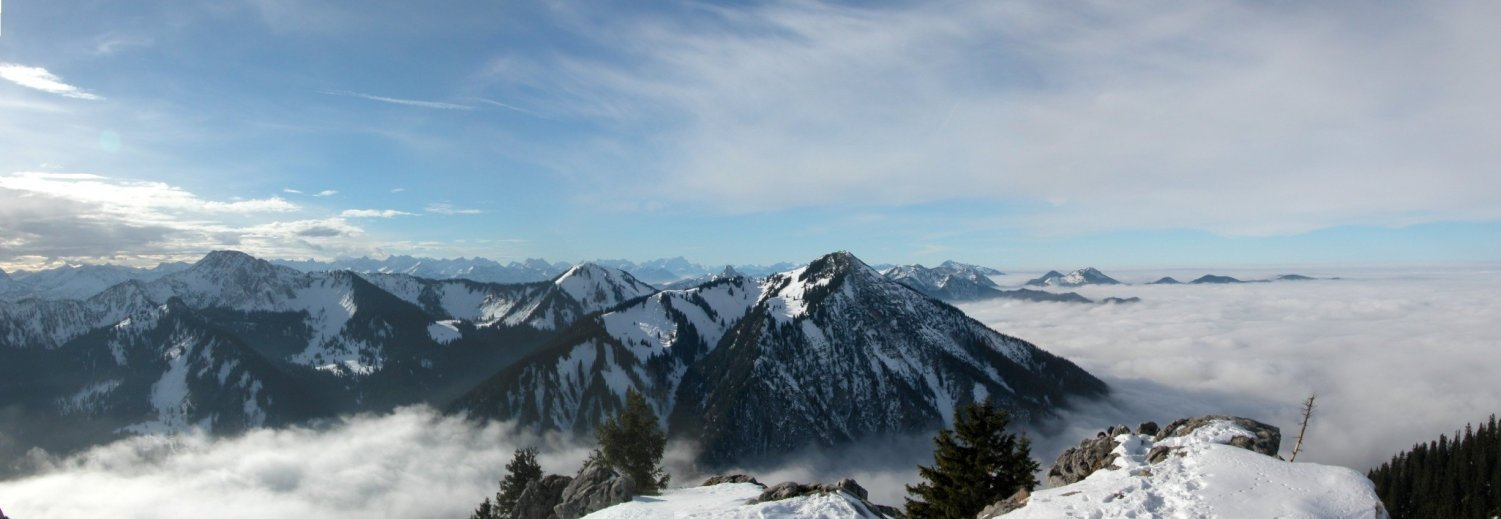

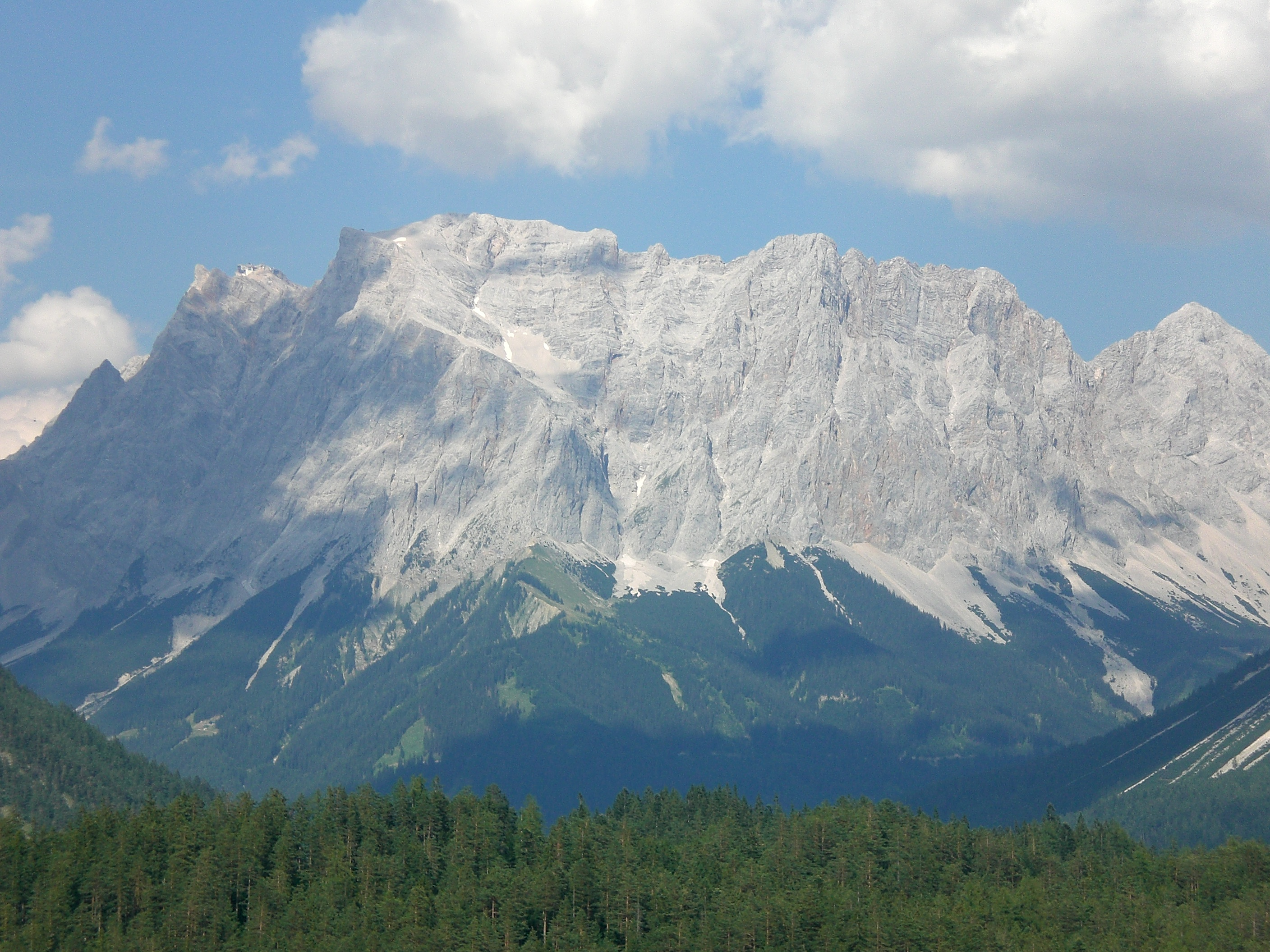

巴伐利亞阿爾卑斯山脈（德語：Bayerische Alpen）是歐洲中部的山脈，橫跨德國和巴伐利亚，屬於北石灰岩山脈的一部分，最高點海拔高度2,657米。

## 外部連結
- Tour descriptions for the Bavarian Alps （页面存档备份，存于）